# 1920년 하계 올림픽 다이빙
제7회 하계 올림픽 다이빙 경기는 1920년 8월 22일부터 29일까지 벨기에 안트베르펜에서 열렸다.

## 참고 문헌
- “1920년 하계 올림픽 다이빙 경기 결과”. 국제 올림픽 위원회. (영어)
- “1920년 하계 올림픽 다이빙”. sports-reference.com. 2009년 11월 30일에 원본 문서에서 보존된 문서. 2014년 3월 8일에 확인함. (영어)